# دانشگاه شهید چمران اهواز
دانشگاه شهید چمران اهواز با نام قدیمی دانشگاه جُنْدی‌شاپور (گندی شاپور) یک دانشگاه دولتی در شهر اهواز است. دانشگاه شهید چمران با داشتن ۱۵ دانشکده و ۱ پردیس دانشگاهی یکی از دانشگاه‌های جامع کشور محسوب می‌شود که در سال ۱۳۳۲ تأسیس شد.

## تاریخچه
قدمت دانشگاه جندی‌شاپور، به سدهٔ چهارم یا پنجم میلادی بازمی‌گردد و در طی ۶ قرن، نام جندی‌شاپور مترادف با مرکزی علمی در رشته‌های مختلف بوده است و عصر تعالی و ترقی آن در زمان خسرو انوشیروان بوده است. مکان شهر دانشگاهی جندی‌شاپور در دوران ایران باستان به‌طور قطعی مشخص نیست، اما به گفته احمد اقتداری از منابع گوناگون برمی‌آید که در محدوده میان شهرهای شوشتر، شوش و دزفول قرار داشته است. روستای شاه‌آباد در فاصله ۱۸ کیلومتری از جنوب شرقی دزفول و ۵۰ کیلومتری از شمال غربی شوشتر و شهر شوشتر از جمله مکانهای احتمالی دانشگاه و شهر باستانی گندی‌شاپور مطرح شده‌اند. این شهر دانشگاهی به دستور شاپور اول ساخته شده است.
دانشگاهی با نام گندی‌شاپور در یکشنبه ۲ مهر ماه سال ۱۳۳۴ در اهواز گشایش یافت. پس از چندی این نام به جندی‌شاپور تغییر کرد. دانشگاه در نزدیکی رودخانهٔ کارون، در زمینی هموار و نزدیک باغ گیاهان گرمسیری بنا گردید. به دلیل طراحی چندین بنا و دانشکده توسط معمارانی نظیر کامران دیبا و آندره گدار، ساختمان این دانشگاه، از معماری منحصر به فردی برخوردار است.
دانشکدهٔ کشاورزی، اولین دانشکدهٔ راه‌اندازی‌شده در دانشگاه و رشته‌های کشاورزی، ادبیات، ریاضی و پزشکی، از اولین رشته‌های ارائه شده در دانشگاه جندی‌شاپور بوده است. یکشنبه ۲۵ خرداد ۱۳۳۷ نخستین گروه ۳۸ نفری از فارغ‌التحصیلان دانشکده کشاورزی دانشگاه جندی‌شاپور، طی مراسمی گواهینامه خود را دریافت کردند. مدتی بعد دانشکده پزشکی، به دانشگاه مستقلی تحت نام «دانشگاه علوم پزشکی جندی‌شاپور اهواز» انتقال یافت.

## تغییر نام
در دوران جنگ ایران و عراق، مصطفی چمران (فرمانده ستاد جنگ‌های نامنظم)، بخش‌هایی از فضای این دانشگاه را پایگاه فرماندهی ستاد جنگ‌های نامنظم قرار داده بود که به همین دلیل، پس از کشته‌شدن در جنگ، نام دانشگاه جندی‌شاپور به دانشگاه شهید چمران تغییر نام یافت.

## معاونت‌های دانشگاه
- معاونت فرهنگی و اجتماعی
- معاونت پژوهش و فناوری
- معاونت آموزشی و تحصیلات تکمیلی
- معاونت پشتیبانی
- معاونت دانشجویی

## دانشکده‌ها و رشته‌ها
- دانشکده علوم
  - گروه شیمی
  - گروه فیزیک
  - گروه زیست‌شناسی
  - گروه ژنتیک
- دانشکده مهندسی
  - گروه مهندسی مکانیک
  - گروه مهندسی برق
  - گروه مهندسی کامپیوتر
  - گروه مهندسی مواد
  - گروه مهندسی شیمی

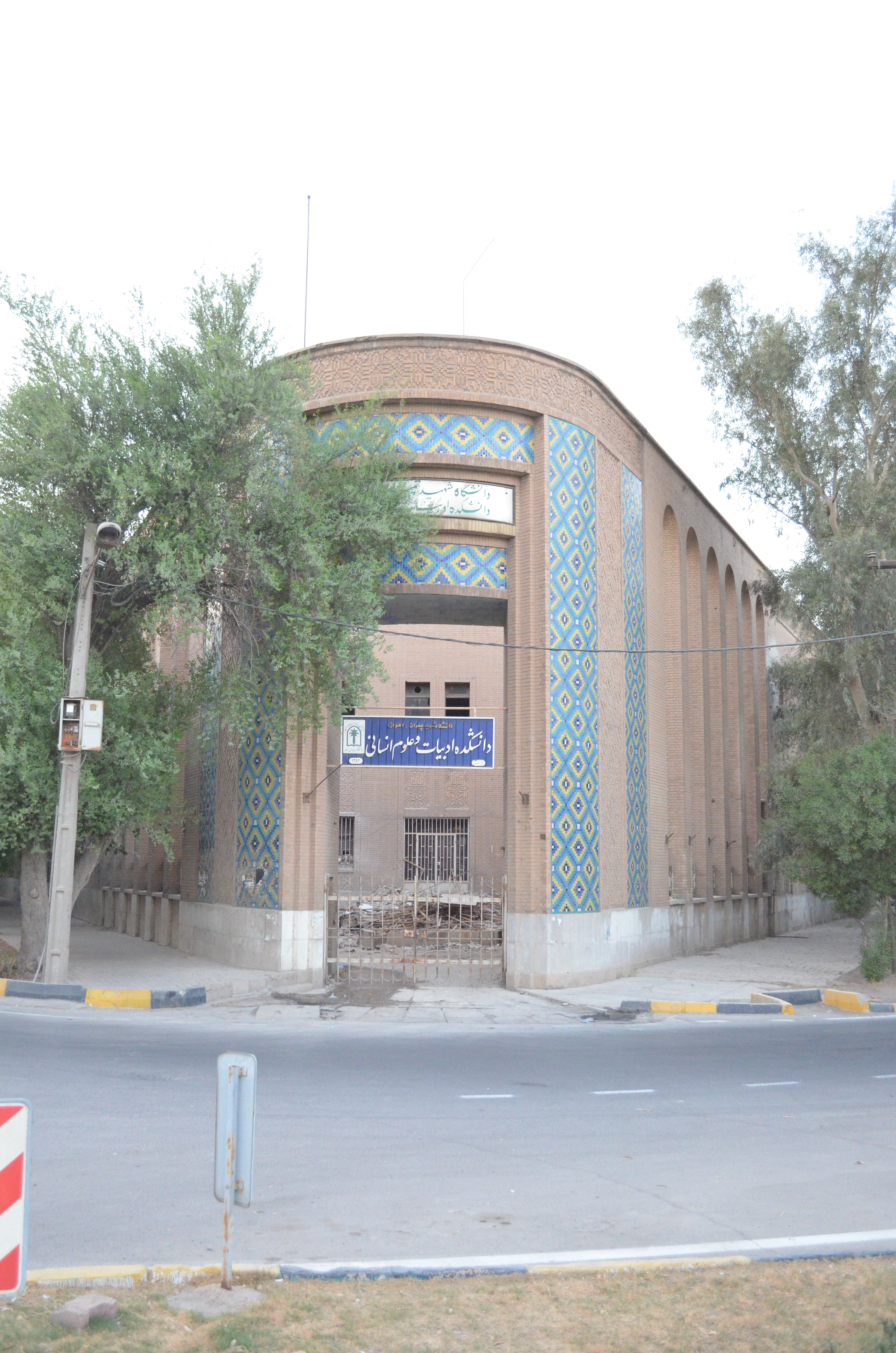
محل پیشین دانشکده ادبیات و علوم انسانی (سه گوش)

  - پردیس صنعتی شهدای هویزه (این دانشکده فنی و مهندسی در سوسنگرد واقع شده)
- دانشکده عمران و معماری
  - گروه معماری
  - گروه مهندسی عمران
- دانشکده ادبیات و علوم انسانی
  - گروه زبان و ادبیات فارسی
  - گروه زبان و ادبیات انگلیسی
  - گروه زبان و ادبیات فرانسه
  - گروه تاریخ
- دانشکده کشاورزی
  - گروه زراعت
  - گروه ماشین‌آلات کشاورزی
  - گروه باغبانی
  - گروه گیاه‌پزشکی
  - گروه علوم خاک
- دانشکده دامپزشکی
  - گروه علوم پایه
  - گروه پاتوبیولوژی
  - گروه بهداشت مواد غذایی
  - گروه تغذیه و اصلاح نژاد دام
  - گروه علوم بالینی
- دانشکده تربیت بدنی و علوم ورزشی
- دانشکده علوم تربیتی و روان‌شناسی
  - گروه علوم تربیتی
  - گروه روان‌شناسی
  - گروه کتاب‌داری و اطلاع‌رسانی
- دانشکده علوم ریاضی و آمار
  - گروه علوم ریاضی
  - گروه علوم کامپیوتر
  - گروه آمار
- دانشکده آب و محیط زیست
  - گروه هیدرولوژی و منابع آب
  - گروه سازه‌های آبی
  - گروه آبیاری و زهکشی
  - گروه مهندسی عمران - محیط زیست
- دانشکده الهیات و معارف اسلامی
  - گروه علوم قرآن و حدیث
  - گروه فقه و حقوق اسلامی
  - گروه زبان و ادبیات عرب
- دانشکده اقتصاد و علوم اجتماعی
  - گروه اقتصاد
  - گروه مدیریت بازرگانی
  - گروه حسابداری
  - گروه علوم اجتماعی
- دانشکده حقوق و علوم سیاسی
  - گروه حقوق
  - گروه علوم سیاسی
- دانشکده محیط زیست و منابع طبیعی (بهبهان)
- دانشکده هنر شوشتر
  - گروه نقاشی
  - گروه گرافیک
  - کارشناسی ارشد پژوهش هنر
- دانشکده علوم زمین
  - گروه زمین‌شناسی
  - گروه جغرافیا و برنامه‌ریزی شهری
- دانشکده باستان‌شناسی شوش

دانشگاه لرستان، دانشگاه علوم و فنون دریایی خرمشهر، دانشگاه کشاورزی و منابع طبیعی رامین، دانشگاه صنعتی جندی شاپور، مجتمع آموزش عالی بهبهان از جمله واحدهای اقماری دانشگاه شهید چمران اهواز بوده‌اند که در حال حاضر استقلال یافته و با بودجه‌ای جداگانه نسبت به پذیرش دانشجو از طریق سازمان سنجش اقدام می‌کنند.

## رتبه علمی
از دانشگاه شهید چمران اهواز، به‌عنوان «قطب مطالعات آب در ایران» یاد می‌شود. در آخرین ارزیابی علمی و پژوهشی دانشگاه‌ها و مراکز پژوهشی که توسط پایگاه استنادی جهان اسلام (ISC) در سال ۱۳۹۹–۱۴۰۰ انجام شد دانشگاه شهید چمران اهواز رتبه ۱۵ را در میان دانشگاه‌های جامع کشور داشته است. بر اساس آخرین رتبه‌بندی تایمز دانشگاه شهید چمران اهواز جایگاه ۱۲۰۰–۱۵۰۰ را در میان دانشگاه‌های جهان کسب کرده است.

## رئیس‌های دانشگاه
| نام                           | آغاز ریاست      | پایان ریاست          |
| ----------------------------- | --------------- | -------------------- |
| محمد کار                      | ۱ فروردین ۱۳۳۵  | ۲۹ خرداد ۱۳۴۰        |
| علی‌اصغر عمید                  | ۳۰ خرداد ۱۳۴۰   | ۲۷ اردیبهشت ۱۳۴۵     |
| تراب مهرا                     | ۲۸ مرداد ۱۳۴۵   | ۳۱ مرداد ۱۳۴۷        |
| داود کاظمی                    | ۱ شهریور ۱۳۴۷   | ۳۱ شهریور ۱۳۴۹       |
| عباس جامعی                    | ۱ مهر ۱۳۴۹      | پیروزی انقلاب اسلامی |
| منوچهر دوایی                  | سال ۱۳۵۷        | سال ۱۳۵۸             |
| مهدی قائم‌مقامی                | ۱ فروردین ۱۳۵۹  | ۲۱ آبان ۱۳۶۰         |
| محمدصادق نجفی                 | ۱۵ مهر ۱۳۶۰     | ۲۲ آبان ۱۳۶۳         |
| عبدالرسول کاظم‌پور             | ۲۲ آبان ۱۳۶۳    | ۶ تیر ۱۳۶۹           |
| خسرو نادران طحان              | ۶ تیر ۱۳۶۹      | ۲۹ آبان ۱۳۷۲         |
| علی عنایت                     | ۲۹ آبان ۱۳۷۲    | ۱۳ آذر ۱۳۷۲          |
| نصرت‌الله ضرغام                | ۱۳ آذر ۱۳۷۲     | ۱۶ تیر ۱۳۷۴          |
| منصور سیاری                   | ۱۶ تیر ۱۳۷۴     | ۲۴ مرداد ۱۳۷۹        |
| عبدالمهدی بخشنده              | ۲۴ مرداد ۱۳۷۹   | ۲ اردیبهشت ۱۳۸۰      |
| مسعود صفایی مقدم              | ۲ اردیبهشت ۱۳۸۰ | ۲ آذر ۱۳۸۴           |
| سیدمحمدحسین نوری موگهی        | ۲ آذر ۱۳۸۴      | ۲۸ شهریور ۱۳۸۶       |
| مرتضی زرگر شوشتری             | ۲۸ شهریور ۱۳۸۶  | ۲۱ تیر ۱۳۹۱          |
| حسن مروتی                     | ۲۱ تیر ۱۳۹۱     | ۲۷ اسفند ۱۳۹۲        |
| محمد رعایایی اردکانی (سرپرست) | ۲۷ اسفند ۱۳۹۲   | ۱۱ آبان ۱۳۹۴         |
| غلامحسین خواجه                | ۱۱ آبان ۱۳۹۴    | ۱۹ دی ۱۴۰۰           |
| علی‌محمد آخوند علی             | ۱۹ دی ۱۴۰۰      | ۲۰ اسفند ۱۴۰۳        |
| علی‌حسین حسین‌زاده              | ۲۰ اسفند ۱۴۰۳ ۱ | تاکنون               |

## دانش‌آموختگان سرشناس
- نصرالله امامی
- محمد محمودیان شوشتری
- امیدعلی شهنی کرم‌زاده
- عبدالکریم بهنیا
- ناهید پوررضا
- عبدالحسین وهاب‌زاده